# Helsingborgs försvarsområde
Helsingborgs försvarsområde (Fo 13) var ett svenskt försvarsområde inom svenska armén som verkade i olika former åren 1942–1946. Försvarsområdesstaben var förlagd i Helsingborgs garnison i Helsingborg.

## Historia
Helsingborgs försvarsområde bildades den 1 oktober 1942 och var direkt underställd militärbefälhavaren för I. militärområdet. Den 31 december 1946 upplösts och avvecklades försvarsområdet och uppgick den 1 januari 1947 tillsammans med Ystads försvarsområde (Fo 13) i Malmö försvarsområde (Fo 11).

## Förläggningar och övningsplatser
När försvarsområdet bildades förlades det till Drottninggatan 66 i Helsingborg. Från 1943 var staben lokaliserad till huvudpostkontoret på Stortorget 17 samt till Järnvägsgatan 25. Från den 1 april 1946 var staben samlokaliserad med staben för det nybildade Skånska kavalleriregementet på Järnvägsgatan 25. Den 1 november 1946 flyttades delar av staben till Malmö där den samlokaliserades med staben för Malmö försvarsområde. Efter att försvarsområdesstaben avvecklades, kvarstod viss verksamhet vid kasernetablissement i stadsdelen Berga.

## Förbandschefer
Förbandschefen titulerades försvarsområdesbefälhavare och  tjänstegraden överste.
- 1942–1946: Bengt Reuterskiöld

## Namn, beteckning och förläggningsort
| Helsingborgs försvarsområde | 1942-10-01 | – | 1946-12-31 |

| Fo 13 | 1942-10-01 | – | 1946-12-31 |

| Helsingborgs garnison (F) | 1942-10-01 | – | 1946-12-31 |